# Piedra (Marvel Comics)
Piedra es el nombre de varios personajes de cómics ficticios que aparecen en libros publicados por Marvel Comics.

## Biografía del personaje ficticio

### Pupilo de Stick
Apareciendo por primera vez en Daredevil # 187, Piedra fue el discípulo favorito de Stick, el antiguo mentor ciego disfrazado del luchador del crimen Daredevil y Elektra Natchios. Es miembro de la Casta y es un artista marcial altamente entrenado y ayuda a su sensei en contra de La Mano. Al igual que los otros miembros de la casta, Piedra está profundamente avanzada en el arte de la chi-manipulación. Una consecuencia de esto es su capacidad para hacerse invulnerable al daño físico, pero solo si lo ve venir.
Ha aparecido en Daredevil (vol 1) en varias ocasiones; una vez, donde se le dice que tome a Daredevil y Viuda Negra a salvo mientras sus compañeros Shaft y Stick se sacrifican. Más tarde, ayudó a Daredevil cuando la Mano intentó resucitar a Elektra como su agente. Logró restaurar a Elektra y limpiar su alma usando el amor de Daredevil por ella y una porción de su propia fuerza vital. Esto lo debilitó y se le creyó muerto. Más tarde, Daredevil lo encontró aún luchando contra la Mano, en la miniserie Daredevil: Ninja.

### Piedra (Styx y Stone)
Piedra es una enemigo de Spider-Man (ver Styx y Stone).

### Piedra (Mutante)
Apareciendo por primera vez en X-Men (primera serie) # 137, Piedra es un mutante canadiense, se desconoce su nombre real, estuvo involucrado en el Proyecto Wideawake y los Sabuesos cazadores de mutantes. Tenía la capacidad de transformar su cuerpo en material de piedra de alta densidad, en cuya forma ganó fuerza y durabilidad sobrehumanas.

## Otras versiones
En el Universo Ultimate Marvel, Piedra es el sensei femenino de Elektra Natchios, habiendo enseñado a Elektra desde que Natchios era una niña. En un flashback en Ultimate Avengers 3, se ve a Piedra con un Stick, Shaft y Matt Murdock más jóvenes bajo la guía de Anthony, un ex cazador de vampiros convertido en artista marcial.

## En otros medios

### Película
En la película de 2005, Elektra, hay un miembro de la Mano llamada Piedra (interpretado por Bob Sapp). Esta versión es de 8 pies de altura, tiene una fuerza sobrehumana, es impermeable a los sais de Elektra y es a prueba de balas. Piedra es uno de los miembros de la Mano que acompañan a Kirigi para apuntar a Abby Miller. Elektra mata a Piedra haciéndole derribar un árbol grande y asegurándose de que caiga sobre él, aplastándolo.

### Televisión
Piedra aparece en la serie Daredevil de Marvel en Netflix, interpretado por Jasson Finney y con la voz de David Sobolov. Aparece al final del episodio "Stick", donde él y Stick hablan sobre el papel de Matt Murdock en los próximos eventos. Aunque no se volvió a ver después en The Defenders, Stick menciona que él es el último de la Casta, lo que implica que Piedra fue asesinado en algún momento anterior.